# Renee Alway
Renee Alway là một trong ba người cuối cùng còn lại của chương trình America's Next Top Model của mùa thi thứ 8.

## Thuở nhỏ
Alway được sinh ra và lớn lên ở phía bắc Michigan, nơi cha cô là một mục sư và cảnh sát. Cô tiết lộ trong tập đầu tiên của Modelville ngày 8 Tháng Mười 2008 rằng cha cô đã lạm dụng về thể chất và tinh thần, và rằng cô cũng như anh chị em của mình, và mẹ của cô Sandra,vì tôn kính nhưng lại sợ ông gây ra đều bất lợi cho xã hội.

## America's Next Top Model
Renne tham gia thi tuyển ANTM vào ngày trước khi kết hôn ở Chicago, và sau khi kết hôn 4 ngày, cô ấy lên đường đi thi.Trong suốt mùa thi cô gái trong mùa thi này đều không ưa Renee vì tính tình của cô ấy. Trong lần chụp ảnh mũ thời trang, thí sinh bị loại thứ 4 Dionne Walters nói rằng Renee quá giả tạo. Sau sự can thiệp của Tyra, Renee nhận ra nếu cứ giữ tính đỏng đảnh và khó chịu này sẽ không thể nào thắng cuộc thi, và cô ấy đã thay đổi.
Tuy nhiên,mặc dù trong cuộc thi, Renee luôn luôn chụp những bức hình đẹp. Giám khảo luôn công nhận cô là một người có cơ thể chuẩn trong ngành thời trang, nhưng họ cũng nói rằng Renee trông quá trưởng thành và người lớn. Điều này làm cho Renee bị loại trong kì cuối cùng.

## Sự nghiệp
Renee bắt đầu sự nghiệp người mẫu khi mới lên 10 tuổi..
Trước khi trở thành người mẫu cho Top Model, Renee đã từng đi diễn trên các sàn thời trang nổi tiếng tại New York, châu Âu, Nhật Bản, chụp hình cho tạp chí Seventeen và Vogue Ý. Cô ấy cũng xuất hiện trong các mẫu quảng cáo của nhãn hiệu Delia's. Renee lên bìa US Weekly cùng Jaslene Gonzalez(chiến thắng mùa này), Natasha Galkina (về nhì) và Dionne Walters (về thứ bốn).

## Scandal
Vào ngày 28 tháng 6 năm 2013, Renee đã bị bắt sau cuộc đình công kéo dài sáu giờ với cảnh sát ở Palm Springs, California với nhiều tội danh, bao gồm tàng trữ ma túy, trộm cắp, phạm trọng tội trong khi tại ngoại, trộm cắp và lừa đảo. Cô cũng đã bị bắt trước đó vào năm đó vì tội trộm cắp hơn $400, trộm cắp lớn bằng súng và nhận tài sản bị đánh cắp.
Vào ngày 10 tháng 12 năm 2014, Renee đã bị kết án 12 năm tù sau khi nhận tội với bốn tội trộm cắp trọng tội, một tội trộm cắp xe, tội tàng trữ súng và tội trộm cắp danh tính.
Vào tháng 9 năm 2016,  đã thành lập, Renee tiết lộ rằng mình là đồng tính và là người vô thần trên một tài khoản Twitter.
Vào tháng 4 năm 2018, Renee đã được ra tù sau 5 năm kể từ ngày cô vào tù.

## Khác
1. 1 2
2. ↑  "Renee on TV.com". Bản gốc lưu trữ ngày 30 tháng 9 năm 2007. Truy cập ngày 23 tháng 1 năm 2010.
3. ↑  Modelville, The Tyra Banks Show, episode aired 10/08/2008
4. ↑  "Renee Alway". Truy cập ngày 6 tháng 3 năm 2015.
5. ↑  "Interview from Fans of Reality TV". Bản gốc lưu trữ ngày 7 tháng 1 năm 2009. Truy cập ngày 23 tháng 1 năm 2010.
6. ↑  "Barbizon Modeling Success Stories". Bản gốc lưu trữ ngày 22 tháng 12 năm 2007. Truy cập ngày 23 tháng 1 năm 2010.
7. ↑  Takeda, Allison (ngày 13 tháng 7 năm 2013). "America's Next Top Model Alum Renee Alway Arrested After SWAT Team Standoff". Us Weekly.
8. ↑  "'America's Next Top Model' Finalist Renee Always -- The Brutal Mugshot". TMZ.com. Truy cập ngày 6 tháng 10 năm 2013.
9. ↑  "Troubled America's Next Top Model finalist Renee Alway shaves her head for court appearance after burglary arrest". Daily Mail. ngày 26 tháng 7 năm 2013.
10. ↑  "'Top Model' -- SHAVES HEAD for Court Showdown After Burglary Arrest". TMZ.
11. ↑  https://www.autostraddle.com/40-women-who-came-out-lgbt-or-got-girlfriends-in-2016-362486/
12. ↑  "Bản sao đã lưu trữ". Bản gốc lưu trữ ngày 13 tháng 6 năm 2016. Truy cập ngày 26 tháng 4 năm 2019.